# 竹内寿幸
竹内 寿幸（たけうち ひさゆき、1961年11月12日 - ）は、愛媛県西予市出身のパリ在住シェフキュイジニエかつアーティストである。現在は自身のレストラン「Restaurant Tenzo by Hissa レストラン典座」パリ1区。

## 略歴
愛媛県の山奥の農家に生まれ、幼少期より野菜や米作りに興味を持つ。 今治にて１４歳で西洋料理の修行を開始。彼の忍耐力と才能を認められ東京へ場を移し、水口多喜男のフランス料理店で全てのポストを経験しながらシェフにまで上り詰める。また同時にシェフパティシエ鈴木一八(フランスで２番目のシェフパティシエでパイオニア的存在）の元で洋菓子を学んだ。 1985年、作家を目指して渡仏。複数の日本食レストランで働いた後、1999年、食材にも見せ方にもこだわりを持つ高級日本食ガストロのミーの、研究所と自称するレストラン「KAISEKI 会席」を、妻のエリザベスと共にパリ15区にオープンする。 その後、デザイナーとして会席（懐石）料理のコンセプトを再定義する。彼にとって高級料理の共有とは、器から食材に至るまで、永続的な創造と完全な美学の過程で、無期限的に更新できなければならないこと。

### レストラン(自称研究所）
パリ15区の彼の最初のレストランである「kaiseki-sushi」は、フランス初のオープンキッチンで、侘び寂びを意識したミニマムな内装、厳選したオーガニック食材や自然ワインにこだわった、18席だけの小さなレストラン。シェフが目の前で調理している様子をお客様が直接見られるのは、当時のフランスでは珍しく、調理中の彼のパフォーマンス、委託された重箱を使用し、美的構成にも特化した持ち帰りや配達販売で話題になった。 抹茶とオリーブオイルのソースを作り、デザートを含むすべての料理に使用するなど、日本料理にオリーブオイルを合わせたのは、おそらく彼が最初である。 今では、フランス料理人もよく使っているが、当時はとても斬新なアイデアであった。 また、シャケの巻にマンゴーと木苺を塗った「Maki Pikapika」、マグロ巻きにアボカドと木苺を塗った「Maki Dondon」も作られた。 パティシエでもある彼は、1997年「Mozart Orange」、2003年「抹茶マドレーヌ」、2007年沖縄の黒糖を使用した「Kabuto」、チョコタルトの「Mokambo」、その他チーズや柚子を使ったオリジナルデザートや飲み物も開発している。
2001年からは「エコール・ド寿司」、寿司の学校も始め、様々な年齢の生徒（プロ・アマ問わず）に竹内寿幸のアーティスティックな寿司の技術を伝授している。 生徒達は時々シェフの隣で仕事をし、日本料理の技術的特徴、食材選び(オーガニック）、鮮度を重視、霜降り、米の炊き方、魚の切り方、盛り付け、接客、までもを学んだ。 柚、抹茶、ほうじ茶、日本酒、タラバガニ、和牛などの日本食材、そして寿司、フランスでは本物の日本料理や寿司がほとんど知られておらず、擬似日本レストランの寿司が数多く存在している。高度な寿司職人技術の伝授には10年かかると言われたが、やる気のあるフランス人へ短期の見習いトレーニングが提供され、自身のレストランをオープンした人もいる。学校の名を「École de cuisine japonaise Paris」に変更してから、マスタークラスも開催された。
2004年、フランスでの東京ゾーンフェスティバル開催中、「クッキングライブ」と称し、Venus Fly Trappの音楽とともに、ダイナミックでクリエイティブな料理とビデオをミックスしたアートパフォーマンスを行い、デパートボンマルシェやショールームなどのイベント等でも、披露した。 
2008年、シャンゼリゼ通りにあるトヨタのショールームにて食事スペース「Kaiseki-Bento」をオープン。彼がデザインした重箱で、オリジナル弁当やオリジナルデザートが提供された。この時から「Bento」の言葉がフランス語として広く使用され始めた。 妻エリザベスと新しいコンセプトのサロン・ド・テ「Salon de T©」を開発した。そこでは、日本とフランスの食材を組み合わせたパティスリー、特に人気の抹茶やほうじ茶のマドレーヌと共に日本のお茶を紹介した。
2010年、パリの大型イベント「Foire d’Automne」会場で、Nouvelle Cuisine Japonaise（握り・巻き寿司）のワークショップをし、何百人ものグルメフランス人達が、寿司作りを学んだ。また、自身の出身地である四国からHissaブランドとして様々な食材を輸入し、紹介した。 彼は新しく押し寿司もフランスに紹介し、「Sushi Mondrian」と名付けた、フルーツを使った押し寿司を作る。 後にリストが出てくるが、学校やイベントと併せ、数々の本も出版し、育成や普及にも奮闘している。 フランスのテレビやラジオにも出演し、特に人気の番組「Master Chef マスターシェフ」では、審査員を務め料理パフォーマンスも披露した。
2011年、フランスSoissonsで開催された「第4回　料理ブログフェア」に参加し、妻エリザベスと共に「live Énergie pure 」ライブパフォーマンスをした。
2012年、ブリー・ド・モーとブリー・ド・ムランチーズ製産地からの要請で、ブリーチーズを使った「新しい日本食」レシピ１０点を考案。 テレビ番組「Salon Cuisinez by M6」にも招待され、新レシピを発表。 
- 「モデリアーニ」ブリーの塩味チュイール
- 「グリーンポリホニー」ほうれん草のスープとブリー・ド・モー
- 「巻きの王様」人参とブリーの巻き
- 「寿司オバケ」チコリの寿司

2013年、「maître restaurateur 」の称号(新鮮な食材だけを扱うレストランの証明）をもらい、2013年からはアランデュカスの料理学校でも指導者となる。 2013年から開始した日仏料理プログラムにも参加した。 
2014年、広島県主催のパリでのイベントで、地酒の試飲を兼ねたアクションクッキングパフォーマンスと新レシピ構築をする。 日本でも彼の出身地南海放送で、海外で活躍する日本人としてドキュメンタリー番組に出演した。 より多くのフランス人に、彼の知識を常に伝えたく、WANDERBOX（ギフトボックス）取り扱いを始める。これにより、ガストロノミーな新しい日本料理がより簡単にアクセスでき発見できるようになった。 日本食レシピのアプリQOOQの開発に携わり、日本の家庭料理レシピを提供した。
魚拓をアーティスティックに独自に仕上げた作品「Iki-gyotaku」や様々な手法の絵画など、アーティストとしての活動もしており、2017年オープンの自身のレストラン「TENZO by Hissa」店内での常設展示、および2度の展覧会、販売も行っている。 
2019年には新しい試みとして、満月時のイベント「満月ロック」を開催。 毎月違うテーマの食材、トリュフ、帆立、鰻など、一つの食材で前菜からデザートまで使用したメニューを予約者限定で提供。もちろん、たくさんの技術を駆使した料理である。
2020年、インターネットでの料理学校、オンラインスクールを開始。現在開催中。
今日、ガストロのミー界でのニューノーマル、テイクアウトや配達販売の概念変化が、将来の課題であり、生き残るための解決策になるであろう。